# Гистондеацетилаза 3
 Гистондеацетилаза 3  (англ. Histone deacetylase 3) — фермент, кодируемый у человека геном  HDAC3 .

## Функция
Гистоны играют важнейшую роль в регуляции транскрипции, клеточного цикла и процессов развития. Ацетилирование/деацетилирование гистонов изменяет структуру хромосом и влияет на доступ факторов транскрипции к ДНК. Белок, кодируемый этим геном принадлежит семейству гистондезацетилаз/acuc/APHA. Он имеет функциональность гистондеацетилазы и подавляет транскрипцию, когда связан с промотором. Он может участвовать в регуляции транскрипции путём связывание с фактором транскрипции  цинковый палец YY1 . Этот белок также может негативно регулировать функцию p53 и, таким образом, модулировать рост клеток и апоптоз. Этот ген рассматривается в качестве потенциального гена-супрессора опухоли.
Этот фермент участвует в координации синантропного бактериально-зависимого кишечного гомеостаза при экспрессии в эпителиальных клетках кишечника.

## Альтернативные функции
Гистондезацетилазы могут регулировать с помощью эндогенных факторов, биологически активных компонентов, синтетических ингибиторов и бактериально полученных сигналов. Исследования на мышах с определённой делецтией HDAC3 в эпителиальных клетках кишечника (IEC) показали экспрессию гена дерегулированных IEC. В этих делециях мутантных мышей, наблюдались потеря клеток Панета, нарушение функции IEC и изменения в составе кишечных комменсальных бактерий. Тот факт что эти негативные эффекты не наблюдались у стерильных мышей, указывает на то, что эффекты делеции видны только в присутствии кишечной микробной колонизации. Но негативные последствия делеций HDAC3 происходят не из-за наличия изменённого микробиоценоза, потому что колонии нормальных стерильных мышей с изменённой микрофлорой не показали негативных эффектов, наблюдаемых у делеционных мутантов.
Хотя точный механизм и специфика сигналов не вполне понятны, ясно что HDAC3 взаимодействует с полученными сигналами синантропных бактерий кишечной микрофлоры. Эти взаимодействия ответственны за калибровки откликов эпителиальных клеток в плане необходимости установки нормальных отношений между хостовыми и синантропными клетками, а также для поддержания кишечного гомеостаза.

## Модельные организмы
Модельные организмы были использованы при исследовании функций HDAC3. Условная линия нокаутных мышей, называемая  Hdac3tm1a(EUCOMM)Wtsi  была создана в рамках программы международного Консорциума нокаутных мышей, проектом мутагенеза с высокой пропускной способностью генерирации и распространения животных моделей болезней заинтересованным ученым.
Мужские и женские особи проходили стандартизированный фенотипический скриннинг для определения последствий делеции.
Двадцать шесть тестов проводились на мутантных мышах и наблюдались два существенных нарушения. Не было гомозиготных мутантных эмбрионов определено во время беременности, и в отдельных исследованиях ни доживали до конца лактации. Остальные тесты были проведены на гетерозиготных мутантных взрослых мышах; никаких существенных отклонений не наблюдались у этих животных.

## Взаимодействия
HDAC3, как было выявлено, взаимодействует с:
- CBFA2T3[19][20],
- CCND1[англ.][21][22],
- GATA1[23],
- GATA2[англ.][24],
- GPS2[25],
- GTF2I[англ.][26][27],
- HDAC4[28][29][30][31],
- HDAC5[29][30][25][31],
- HDAC7[28],
- HDAC9[32][33],
- MAP3K7IP2[англ.][34],
- MAPK11[англ.][35],
- NCOR1[англ.][28][30][25][36][37][38][39],
- NCOR2[30][40][36][37][38][39][41],
- PPARD[англ.],
- PPARG[42][43],
- PML[44]
- RBBP4[45],
- RELA[46],
- RP[47][48],
- RUNX2[англ.][49],
- SUV39H1[50],
- TCP1[англ.][41],
- TBL1X[англ.][25][40],
- TR2[англ.][51][42][52],
- Убиквитин C[англ.][53],
- YY1[англ.][54][55], и
- ZBTB33[англ.][36].